# Ли, Альберт
Альберт Ли (англ. Albert Lee, род. 21 декабря 1943, Линген, Херефордшир, Великобритания) — британский и американский гитарист, автор-исполнитель. Известен своими скоростными гитарными соло с применением гибридной пальцево-медиаторной техники звукоизвлечения. Имеет прозвище «Мистер Телекастер».
Входил в аккомпанирующие группы Джо Кокера, Эммилу Харрис, Эрика Клэптона, The Everly Brothers, Билла Уаймена. Выступал и записывался с такими музыкантами как Бо Диддли, Джерри Ли Льюис, Джексон Браун, Розанна Кэш, Родни Кроуэлл, Вилли Нельсон, Долли Партон, Берт Дженш, Винс Гилл, Рики Скэггс, John 5 и многими другими.
Выпустил 12 сольных альбомов. Дважды лауреат премии «Грэмми» за «Лучшее инструментальное кантри-исполнение».

## Биография
С семи лет Альберт играл на фортепиано. Благодаря в первую очередь творчеству Джерри Ли Льюис а, он увлёкся рокабилли. В 1957 году стал осваивать гитару. Вдохновляясь записями Джимми Брайана, Джина Винсента, The Everly Brothers, Бадди Холли и The Crickets, в 16 лет Ли начал профессионально выступать в клубах Лондона с местными группами.
В 1960-е годы Альберт состоял в коллективе The Thunderbirds Криса Фарлоу, а также в команде Country Fever — в её рядах, в частности, аккомпанировал приезжавшим в Англию кантри-знаменитостям Конни Смит и Бобби Бэйру. В группе The Crusaders сменил Джимми Пейджа. Изначально Ли предпочитал гитары Gibson Les Paul, но в 1963 году перешёл на инструменты Fender Telecaster.
В составе ансамбля Heads, Hands & Feet Альберт сочинил и записал в 1971 году песню «Country Boy», которая теперь является его фирменной композицией. В 1973 году он сотрудничал в студии и на гастролях по США с группой The Crickets, а в 1974 переехал в Лос-Анджелес, где познакомился с Филом и Доном Эверли . Последний привлёк Ли в качестве гитариста для своего проекта Sunset Towers (1974). Далее Альберт работал в группе Джо Кокера, в том числе над альбомом Stingray (1976).
В 1976 году Ли вступил в коллектив Эммилу Харрис The Hot Band, заменив Джеймса Бёртона. Этот момент он называет важным поворотом в своей карьере, поскольку певица представила его американской аудитории. Гитара Альберта звучит на её дисках Luxury Liner (1976), Quarter Moon in a Ten Cent Town (1978) и Blue Kentucky Girl (1979).
Как сольный артист Ли дебютировал выпустив пластинку Hiding (1978), на которой представил новую версию песни «Country Boy». В том же году он вернулся в Лондон и на пять лет вошёл в группу Эрика Клэптона. Его игра запечатлена, в частности, на концертном релизе Just One Night (1980). В 1979 году Альберт исполнил гитарные партии в композиции «Sweet Little Lisa» в альбоме Дэйва Эдмундса Repeat When Necessary, включив её позднее в свой репертуар.
В 1983 году Ли осуществил мечту юности и начал работать с дуэтом The Everly Brothers, регулярно выступая с ними в течение следующих 20 лет. Со слайд-гитаристом Герри Хоганом и его командой Hogan’s Heroes Альберт записал диски Speechless (1986) и Gagged But Not Bound (1987) — в итоге ансамбль превратился в его собственный аккомпанирующий коллектив.
В конце 1980-х стартовало сотрудничество Альберта с производителем гитар Music Man. Компания подарила ему один из прототипов, который с 1993 года выпускается как именная модель музыканта под названием Albert Lee. В 1997 году Ли сыграл в альбоме Struttin' Our Stuff Билла Уаймена и его группы Rhythm Kings. С тех пор он периодически гастролировал и работал в студии в составе данного коллектива.
За исполнение композиции «Foggy Mountain Breakdown» совместно с Винсом Гиллом, Марти Стюартом, Стивом Мартином и прочими музыкантами в альбоме Эрла Скраггса Earl Scruggs and Friends Ли получил в 2002 году свою первую премию «Грэмми» в категории «Лучшее инструментальное кантри-исполнение». В том же году он выступил на мероприятии «Концерт для Джорджа» — с Эриком Клэптоном, Томом Петти, Полом Маккартни и другими артистами.
В 2003 году Ли выпустил альбом Heartbreak Hill — трибьют своей подруге и бывшей работодательнице Эммилу Харрис. С 2007 года он участвовал в гитарном фестивале Crossroads. Вместе с Винсом Гиллом, Джеймсом Бёртоном и другими музыкантами Альберт записал инструментальную композицию «Cluster Pluck» для альбома Брэда Пейсли Play (2008). За эту работу в 2009 году он получил свою вторую «Грэмми» в категории «Лучшее инструментальное кантри-исполнение».
По случаю 70-летия Ли, в лондонском зале Cadogan Hall в 2014 году состоялся концерт. На сцене выступили Билл Уаймен, Гэри Брукер, Джо Браун, Крис Фарлоу, Шейкин Стивенс и другие исполнители. После весеннего турне 2015 года Альберт решил сделать перерыв в работе со своей европейской командой Hogan’s Heroes, чтобы проводить больше времени дома в США. На данный момент он гастролирует с американской аккомпанирующей группой.

## Стиль и оценки
Фирменным почерком Ли являются быстрые гитарные соло с использованием медиатора, пальцевых переборов, характерных для игры на банджо, гибридной техники «chicken' pickin'» и устройства B-bender. Обычно он не применяет искажающие эффекты дисторшн, овердрайв и фузз, а играет на «чистом звуке». Гитарист делает особые настройки эффекта дилэй для получения «каскадной» задержки — удвоения количества звучащих нот. В качестве ярких примеров стиля Альберта музыкальные обозреватели часто приводят его песню «Country Boy», композиции «Luxury Liner» Эммилу Харрис и «Sweet Little Lisa» Дэйва Эдмундса.
Журнал Guitarworld описал его как «вероятно, самого влиятельного электрического кантри-гитариста из ныне живущих». «Хотя он никогда не добивался серьёзного коммерческого успеха, его коллеги, включая Эрика Клэптона и Стива Хау, характеризовали Ли как живую легенду», — пояснило издание. Журнал The Guitar Magazine назвал его «безоговорочной легендой, способствовавщей формированию звучания кантри-рока и сильно повлиявшей на поздних неотрадиционалистов и исполнителей альт-кантри». С 1982 по 1986 год по итогам голосования читателей ежегодно признавался журналом Guitarplayer лучшим кантри-гитаристом.
Эрик Клэптон написал предисловие для книги Country Boy: A Biography of Albert Lee и высказался об Альберте следующим образом: «Он выдающийся, выдающийся исполнитель, динамичный, лиричный и открытый — как джазовый музыкант, только в рамках кантри; как Джанго, только с корнями в блюграсс». Винс Гилл перечисляет Ли в числе оказавших на него значительное влияние и любимых гитаристов, подчеркивая что в прошлом подражал его манере игры. В статье для журнала Country Guitar он отметил: «Все копируют Альберта Ли. Но никто не звучит как он. Его фразировка абсолютно уникальна».
Ричи Блэкмор называет Альберта среди гитаристов, заслуживающих более широкого признания, и которыми он особенно восхищается. В интервью журналу Guitarplayer 1978 года Блэкмор так охарактеризовал музыканта: «Он, вероятно, один из лучших гитаристов на свете».

## Дискография
- Hiding (1979)
- Albert Lee (1982)
- Speechless (1986)
- Gagged But Not Bound (1987)
- Black Claw/Country Fever (1991)
- Tear it Up (2002)
- Heartbreak Hill (2003)
- Road Runner (2006)
- In Between The Cracks (2007)
- Like This (2008)
- Frettening Behaviour (2014)
- Highwayman (2015)
- Gypsy Man — A Tribute to Buddy Holly (2019)